# 古尔登塔尔
古尔登塔尔是德国莱茵兰-普法尔茨州的一个市镇。总面积12.99平方公里，总人口2513人，其中男性1253人，女性1260人（2011年12月31日），人口密度193人/平方公里。